# Elaeagnus yunnanensis
Elaeagnus yunnanensis — вид квіткових рослин з родини маслинкових (Elaeagnaceae). Поширення: Китай (центральний Юньнань). Населяє рідкісні ліси, чагарники; на висотах 1500–2300 метрів.

## Біоморфологічна характеристика
Це вічнозелений кущ. Колючки відсутні; молоді гілки гнучкі, іржавого кольору, тонкі, повстяні. Ніжка листка 6–7 мм, повстяна; листова пластинка довгасто-ланцетна, 5–6 × 1.8–2 см, бічних жилок 6–8 з кожного боку середньої жилки та під кутом ≈ 60° до неї, підняті знизу, вдавлені зверху, основа майже закруглена, край цільний, верхівка довго загострена. Квітки майже прямовисні, поодинокі або парні, або по 3–6 на короткій гілці в пазусі молодого листя. Квіти сріблясто-коричневі, повстяні, особливо біля основи. Трубка чашечки трубчаста, злегка 4-гранна, ≈ 6 мм; частки яйцеподібні, ≈ 6 мм, всередині рідко зірчасто-волосисті, верхівка довго загострена. Кістянка еліпсоїдна, (1.5) 2.2–2.5 × 0.8–1.3 см, густо-коричнева луската та рідко білувато-волосиста. Цвітіння: квітень; плодіння: травень.